# 塔尔塔里乌帕齐拉
塔尔塔里乌帕齐拉 (英语: Taltali Upazila) 是孟加拉国巴里萨尔专区博尔古纳县的一个乌帕齐拉，建立于2012年4月25日， 此前它曾是阿姆塔里乌帕齐拉的一部分。